# Florentin Servan
 (avril 2013).
Pour les articles homonymes, voir Servan.
Florentin Servan, né à Lyon le 16 mars 1811, et mort dans cette ville le 23 mai 1879, est un peintre paysagiste français du XIXe siècle, de l’école de Lyon.

## Biographie
Issu d’une famille consulaire, de marchand drapier en gros, rien ne le destine à la carrière de peintre. À la mort de son père il entre à l’École des Beaux-Arts de Lyon (1830-1832). Il suit l’enseignement d’Augustin Thierriat dans la classe de la Fleur, destinée aux dessinateurs de la Fabrique. Il bénéficie des conseils de Victor Orsel son oncle maternel.
Profondément chrétien, il fréquente activement le milieu catholique lyonnais.  Il partage le même idéal spirituel et artistique que son ami d’enfance Louis Janmot. Parrainé par Frédéric Ozanam, il devient membre des Conférences Saint-Vincent-de-Paul en 1837, et de l’Institut Catholique en 1842. Son engagement se retrouve dans sa peinture. Il débute officiellement en 1840, avec Louis Janmot, Auguste Flandrin et Jean-Baptiste Frénet avec des paysages religieux à mi-chemin entre la peinture d’histoire et le paysage.
Il effectue deux voyages en Italie 1844 et 1866, un séjour à Hyères en 1842.
Il peint presque exclusivement dans le Bugey (Ain), devient propriétaire du château de Lacoux en 1840 et maire du village de 1848 à 1868. Il y séjourne chaque année de l’été à l’automne. Il y reçoit à plusieurs reprises son ami le paysagiste Paul Flandrin, élevé avec son frère Hippolyte dans cette partie du Bugey.
Il expose à Lyon de 1838 à 1867, au Salon de Paris de 1839 à 1850, remporte une médaille d’or de 3e classe, en 1846. Devenu veuf en 1850, il renonce à une carrière parisienne.
Représentant lyonnais du paysage mystique, il réalise des paysages historiques dans lesquels la nature est consciencieusement reproduite à partir d’études prises sur le motif, puis recomposée en atelier et idéalisée selon les codes des compositions classiques. Les environs de Lacoux lui servent de cadre à des scènes religieuses, remplacées vers 1850 par de petites figures et des scènes pastorales. Dans les années 1860, son style devient plus flou et empreint d’un sentiment mélancolique.
Une maladie des yeux lui fait abandonner la peinture en 1868. Il se consacre alors aux œuvres charitables (Hospice de Saint-Alban, Maison de charité  pour les petits garçons d’Oullins ). Ami de Pierre Bossan il fait partie de la Commission des artistes de Fourvière en 1863 — 64. Siège de 1874 à 1878 à la Commission consultative des beaux-arts de la Ville de Lyon.

## Œuvre

### Paysages religieux
- Le Sacrifice de Noé
- Le Bon Pasteur
- Saint Antoine ensevelit le corps de Saint Paul
- Saint Augustin
- Sainte Geneviève en prière, paysage
- Sainte Brigitte donnant du lait de ses troupeaux aux voyageurs malades, paysage
- Paysage « Rachel et Lia »
- Arrivée de Jacob au pays de Laban
- Saint Bernard visité dans sa retraite par Saint Malachie, primat d'Irlande[5]
- Apocalypse de Jésus-Christ (St Jean écrivant l’Apocalypse dans l’ile de  Pathmos)
- David Berger
- Vue de la campagne de Rome
- La Mort de Moïse
- Élie dans le désert assis au bord du torrent de Carith
- Magdeleine, paysage
- Saint Jérôme, paysage
- Sainte Marie l’Égyptienne

### Paysages
- Vue prise du clos de Lacoux
- La ville d’Hyères vue des bords de la mer
- Paysage d’Italie
- La promenade du Poussin, bords du Tibre
- Galerie de Chênes verts de Castel Gandolfo à l’Arricia
- Vue prise sur les bords du Rhône, près de Lyon
- Le Soir
- Étude d’après nature
- Paysage, "femme à l’amphore
- Paysage « coucher de soleil sous bois »
- Paysage « soleil couchant »
- Paysage « prairie bordée de rochers »
- Paysage « chemin tournant »
- Paysage (musée des beaux-arts de Lyon)
- Paysage « la vallée »
- Paysage  « Brouillard d’automne »
- Le pont de Nomentano environs de Rome

### Autres œuvres
- Portraits : Portrait de l’auteur - Portrait d’enfant - Portrait de l’Abbé P
- Tableaux religieux : Notre-Dame des Martyrs (Chapelle du Refuge Saint-Michel Lyon)